# Strophioblachia fimbricalyx
Strophioblachia fimbricalyx là một loài thực vật có hoa trong họ Đại kích. Loài này được Boerl. miêu tả khoa học đầu tiên năm 1900. Loài này thường xuất hiện ở phía Nam Trung Quốc (Vân Nam, Quảng Tây), Đông Dương (Việt Nam, Campuchia, Thái Lan), Philippines, và Sulawesi.